# 第一世界
第一世界（英語：First World）是国家联盟集团的类型。
西方集团的国家属于第一世界，第一世界的国家包括美國、韓國、加拿大、澳大利亚、新西兰等及欧盟的所有国家。
西方集团的国家不一定奉行自由民主制。

## 歷史
1945年第二次世界大战后，全世界分成第一世界的西方集团（“自由世界”）和第二世界的東方集團（“共产主义世界”）。
第一世界的国家包括美國、日本、韓國、加拿大、英國、澳大利亚、新西兰等及欧盟的所有国家。
还有一些国家不完全符合第一世界的定义，如瑞士、瑞典及爱尔兰等，这些国家在冷戰時期屬中立国。芬兰雖是中立国，但受苏联影响較多，它並不是共产主义国家也不是华沙条约的成员国。奥地利較多則受美国的影响，但在1955年重新变成了完全独立的共和国后，宣布為中立國，直至1995年加入歐盟為止。土耳其在1952年加入了北大西洋公约组织，但是并不是工业化国家，也不位于西欧，而同屬反共陣營的以色列、日本、泰國與韓國更是處在歐洲之外。西班牙一直到1982年冷战快结束时，在佛朗哥死后才加入北大西洋公約組織，而德意志民主共和國（東德）亦在1990年脫離華沙公約組織並且和德意志聯邦共和國（西德）合併且加入北大西洋公約組織。1991年苏联解体后，第二世界的说法逐渐退出了历史舞台，同时第一世界的代稱也开始囊括所有的发达国家。